# Jovim
Jovim ist eine ehemalige Gemeinde (Freguesia) im Norden Portugals.
Die ehemalige Gemeinde Jovim gehört zum Kreis Gondomar im Distrikt Porto, besitzt eine Fläche von 7,2 km² und hat 7166 Einwohner (Stand 30. Juni 2011).
Seit der kommunalen Neuordnung Portugals zum 29. September 2013 ist sie Teil der neugeschaffenen Gemeinde União das Freguesias de Gondomar (São Cosme), Valbom e Jovim, zu der auch die ehemaligen Gemeinden São Cosme und Valbom gehören.